# Бардинское
Бардинское — деревня в Бабаевском районе Вологодской области.
Входит в состав Тороповского сельского поселения, с точки зрения административно-территориального деления — в Тороповский сельсовет.
Расположена на правом берегу реки Вешарка. Расстояние по автодороге до районного центра Бабаево составляет 32 км, до центра муниципального образования деревни Торопово — 6 км. Ближайшие населённые пункты — Васильевское, Горбачи, Горка, Гриньково, Замошье, Карпово, Кузовлево, Ципелево.
Население по данным переписи 2002 года — 7 человек.